# Laboissière-en-Thelle
Laboissière-en-Thelle è un comune francese di 1 276 abitanti situato nel dipartimento dell'Oise della regione dell'Alta Francia.

## Società

### Evoluzione demografica
Abitanti censiti